# Citrus inodora
Citrus inodora là một loài thực vật có hoa trong họ Cửu lý hương. Loài này được F.M.Bailey mô tả khoa học đầu tiên năm 1889.